# 2025 في فلسطين
فيما يلي أبرز قوائم الأحداث التي وقعت في دولة فلسطين خلال عام 2025:

## السياسة
| /            | الاسم                    | صورة |
| ------------ | ------------------------ | ---- |
| الرئيس       | محمود رضا عباس عباس      |      |
| رئيس الوزراء | محمد عبد الله محمد مصطفى |      |

### تعيينات وتكليفات
| الرقم | الاسم                                 | صورة | تاريخ البدء    | المنصب                                                                                  | مرجع          |
| ----- | ------------------------------------- | ---- | -------------- | --------------------------------------------------------------------------------------- | ------------- |
| 1     | عبد الله سليم يوسف أبو زيد            |      | 2 يناير 2025   | محافظًا لمحافظة طولكرم                                                                   | [ 1 ]         |
| 2     | مصطفى طقاطقة                          |      | 2 يناير 2025   | محافظًا لمحافظة سلفيت                                                                    | [ 1 ]         |
| 3     | يحيى الشنار (Q131863462)              |      | 4 يناير 2025   | محافظًا لسلطة النقد                                                                      | [ 2 ]         |
| 4     | أيمن فؤاد مصطفى إسماعيل               |      | 5 يناير 2025   | قائمًا بأعمال رئيس سُلطة الطاقة والموارد الطبيعية                                         | [ 3 ]         |
| 5     | نبيل محمد عوض ضميدي                   |      | 5 يناير 2025   | رئيس مجلس إدارة مجلس تنظيم قطاع المياه                                                  | [ 4 ]         |
| 6     | سماح عبد الرحيم حسين حمد              |      | يناير 2025     | أُسندت إليها مهام وزير الدولة لشؤون الإغاثة بالإنابة بعد وفاة الوزير باسل ناصر           |               |
| 7     | رائد أبو الحمص (Q132528614)           |      | 18 فبراير 2025 | رئيس هيئة شؤون الأسرى والمحررين                                                         | [ 5 ]         |
| 8     | أيمن قنديل (Q132574129)               |      | 20 فبراير 2025 | رئيس الهيئة العامة للشؤون المدنية                                                       | [ 6 ]         |
| 9     | العبد إبراهيم عبد السلام خليل         |      | 1 مارس 2025    | قائد قوات الأمن الوطني الفلسطيني                                                        | [ 7 ]         |
| 10    | أكرم محمود علي ثوابتة (Q132858008)    |      | 1 مارس 2025    | مدير عام الدفاع المدني الفلسطيني                                                        | [ 8 ]         |
| 11    | محمد خليل إبراهيم الخطيب (Q134177566) |      | 9 مارس 2025    | قائد جهاز الاستخبارات العسكرية الفلسطينية                                               | [ 9 ]         |
| 12    | مروان مسعود محمد عورتاني              |      | 19 مارس 2025   | رئيس المكتبة الوطنية الفلسطينية                                                         | [ 10 ] [ 11 ] |
| 13    | مجدي هاني حسني الحسن                  |      | 26 مارس 2025   | وكيل وزارة المالية الفلسطينية                                                           | [ 12 ]        |
| 14    | أنور رجب (Q134177542)                 |      | 1 أبريل 2025   | مفوض لهيئة التوجيه السياسي والوطني                                                      | [ 13 ] [ 14 ] |
| 15    | عبد الحميد فايز عبد الحميد العبوة     |      | 12 أبريل 2025  | مديرًا عامًا لشركة صندوق الاستثمار الفلسطيني                                              | [ 15 ]        |
| 16    | حسين شحادة محمد الشيخ                 |      |                | نائب رئيس اللجنة التنفيذية لمنظمة التحرير / نائب رئيس دولة فلسطين                       | [ 16 ]        |
| 17    | عزام الأحمد                           |      | 3 مايو 2025    | أمين سر اللجنة التنفيذية لمنظمة التحرير الفلسطينية                                      | [ 17 ]        |
| 18    | إياد طاهر محمد أقرع                   |      | 5 مايو 2025    | مديرًا عامًا للأمن الوقائي الفلسطيني                                                      | [ 18 ] [ 19 ] |
| 19    | محمد شعبان حسن شراكة                  |      | 15 مايو 2025   | مديرًا تنفيذيًا للصندوق الفلسطيني للتشغيل                                                 |               |
| 20    | سماح عبد الرحيم حسين حمد              |      | 22 مايو 2025   | أُسندت إليها مهام تسيير أعمال وزارة التخطيط والتعاون الدولي بعد استقالة وزيرها وائل زقوت | [ 20 ]        |
| 21    | أيمن فؤاد مصطفى إسماعيل               |      | 3 يونيو 2025   | رئيس سُلطة الطاقة والموارد الطبيعية                                                      | [ 21 ]        |
| 22    | اسطيفان أنطون اسطيفان سلامة           |      | 23 يونيو 2025  | وزير التخطيط والتعاون الدولي                                                            | [ 22 ]        |
| 23    | فارسين أوهانس فارتان أغابيكان         |      | 23 يونيو 2025  | وزيرة الخارجية وشؤون المغتربين                                                          | [ 22 ]        |
| 24    | جهاد رمضان                            |      | 9 أغسطس 2025   | أمينًا عامًا للجنة الوطنية للتربية والثقافة والعلوم                                       |               |

### انتهاء مهام وإعفاءات واستقالات
| الرقم | الاسم                         | صورة | تاريخ الانتهاء | سبب النهاية       | المنصب                                                                          | مرجع   |
| ----- | ----------------------------- | ---- | -------------- | ----------------- | ------------------------------------------------------------------------------- | ------ |
| 1     | ظافر محمد حسن ملحم            |      | 1 يناير 2025   | إحالة إلى التقاعد | رئيس سُلطة الطاقة والموارد الطبيعية                                              | [ 3 ]  |
| 2     | فراس عبد الرحيم حمدان ملحم    |      | 3 يناير 2025   | انتهاء مهام       | محافظ سلطة النقد                                                                |        |
| 3     | وليد إبراهيم المؤقت           |      | يناير 2025     | انتهاء مهام       | سفير دولة فلسطين لدى بيرو                                                       |        |
| 4     | هادي شبلي (Q122038903)        |      | يناير 2025     | انتهاء مهام       | سفير دولة فلسطين لدى مالي                                                       |        |
| 5     | نظمي حزوري (Q107012594)       |      | 13 يناير 2025  | انتهاء مهام       | القنصل الفلسطيني العام في كردستان                                               | [ 23 ] |
| 6     | هائل عادل توفيق الفاهوم       |      | فبراير 2025    | انتهاء مهام       | سفير دولة فلسطين لدى تونس                                                       | [ 24 ] |
| 7     | عدنان أبو الهيجاء             |      | 2025           | انتهاء مهام       | سفير دولة فلسطين لدى الهند                                                      |        |
| 8     | قدورة فارس                    |      | 18 فبراير 2025 | إحالة إلى التقاعد | رئيس هيئة شؤون الأسرى والمحررين                                                 | [ 5 ]  |
| 9     | حسين شحادة محمد الشيخ         |      | 20 فبراير 2025 | انتهاء مهام       | رئيس الهيئة العامة للشؤون المدنية                                               | [ 6 ]  |
| 10    | نضال علي محمود أبو دخان       |      | 1 مارس 2025    | إحالة إلى التقاعد | قائد قوات الأمن الوطني الفلسطيني                                                | [ 7 ]  |
| 11    | العبد إبراهيم عبد السلام خليل |      | 1 مارس 2025    | انتهاء مهام       | مدير عام الدفاع المدني الفلسطيني                                                | [ 7 ]  |
| 12    | زكريا علي حسين مصلح           |      | 9 مارس 2025    | انتهاء مهام       | قائد جهاز الاستخبارات العسكرية الفلسطينية                                       | [ 9 ]  |
| 13    | عيسى أحمد عبد الحميد قراقع    |      | 19 مارس 2025   | إحالة إلى التقاعد | رئيس المكتبة الوطنية الفلسطينية                                                 | [ 25 ] |
| 14    | ناصر عبد الكريم               |      | 2025           | انتهاء مهام       | سفير دولة فلسطين لدى أذربيجان                                                   |        |
| 15    | حسين شحادة محمد الشيخ         |      | 26 أبريل 2025  | انتهاء مهام       | أمين سر اللجنة التنفيذية لمنظمة التحرير الفلسطينية                              |        |
| 16    | خالد الأطرش                   |      | أبريل 2025     | انتهاء مهام       | سفير دولة فلسطين لدى جمهورية التشيك                                             |        |
| 17    | وائل زقوت                     |      | 22 مايو 2025   | استقالة           | وزير وزارة التخطيط والتعاون الدولي                                              | [ 20 ] |
| 18    | محمد مصطفى                    |      | 23 يونيو 2025  | تعديل وزاري       | وزير الخارجية وشؤون المغتربين بين 31 مارس 2024 و23 يونيو 2025                   | [ 22 ] |
| 19    | سماح عبد الرحيم حسين حمد      |      | 23 يونيو 2025  | انتهاء مهام       | أُسندت إليها مهام تسيير أعمال وزارة التخطيط والتعاون الدولي بين مايو ويونيو 2025 | [ 22 ] |
| 20    | خالد عارف                     |      | يونيو 2025     | انتهاء مهام       | سفير دولة فلسطين لدى البحرين                                                    |        |
| 21    | عبير ميخائيل بطرس عودة        |      | يونيو 2025     | انتهاء مهام       | سفير دولة فلسطين لدى إيطاليا سفير دولة فلسطين لدى سان مارينو (غير مقيم)         |        |
| 22    | منى أبو عمارة (Q114568789)    |      | يونيو 2025     | انتهاء مهام       | مفوض فلسطين العام لدى كندا                                                      |        |
| 23    | سمير عبد الجبار إسماعيل طه    |      | 15 يونيو 2025  | تقاعد             | سفير دولة فلسطين لدى السودان                                                    |        |
| 24    | محمد قاسم أسعد الأسعد         |      | يوليو 2025     | انتهاء مهام       | سفير دولة فلسطين لدى موريتانيا                                                  |        |
| 25    | أشرف عاطف قاسم دبور           |      | يوليو 2025     | انتهاء مهام       | سفير دولة فلسطين لدى لبنان                                                      |        |
| 26    | محمود العلواني (Q122039187)   |      | 16 أغسطس 2025  | انتهاء مهام       | سفير دولة فلسطين لدى بوليفيا                                                    | [ 26 ] |

### اعتمادات دبلوماسية

#### سفراء فلسطين
| الرقم | رئيس البعثة الدبلوماسية        | صورة | تاريخ الاعتماد الدبلوماسي | المنصب                                              | مستوى التمثيل         | مرجع          |
| ----- | ------------------------------ | ---- | ------------------------- | --------------------------------------------------- | --------------------- | ------------- |
| 1     | أمل عزمي صالح جادو             |      | 7 يناير 2025              | سفير دولة فلسطين لدى لوكسمبورغ                      | سفير غير مقيم         | [ 27 ]        |
| 2     | محمد رحال (Q130296101)         |      | 13 يناير 2025             | سفير دولة فلسطين لدى ليبيا                          | سفير مفوض وفوق العادة | [ 28 ]        |
| 3     | عبير ميخائيل بطرس الخوري       |      | 14 يناير 2025             | سفير دولة فلسطين لدى سان مارينو                     | سفير غير مقيم         | [ 29 ]        |
| 4     | ناصر جاد الله (Q130262384)     |      | 21 يناير 2025             | سفير دولة فلسطين لدى غينيا- بيساو                   | سفير غير مقيم         | [ 30 ]        |
| 5     | رويد أبو عمشة (Q113116085)     |      | 30 يناير 2025             | سفير دولة فلسطين لدى الصومال                        | سفير غير مقيم         | [ 31 ]        |
| 6     | رامي القدومي (Q132589746)      |      | 17 فبراير 2025            | سفير دولة فلسطين لدى تونس                           | سفير مفوض وفوق العادة | [ 32 ] [ 33 ] |
| 7     | ليندا صبح                      |      | 19 فبراير 2025            | سفير دولة فلسطين لدى جمهورية بربادوس                | سفير غير مقيم         | [ 34 ]        |
| 8     | عبد الله أبو شاويش             |      | 20 فبراير 2025            | سفير دولة فلسطين لدى الهند                          | سفير مفوض وفوق العادة | [ 35 ]        |
| 9     | ماهر الكركي (Q120972823)       |      | 24 فبراير 2025            | القنصل الفلسطيني العام في أربيل                     | قنصل عام              | [ 36 ]        |
| 12    | منير أنسطاس (Q121177017)       |      | 26 فبراير 2025            | سفير دولة فلسطين لدى الفلبين                        | سفير مفوض وفوق العادة | [ 37 ]        |
| 11    | هادي شبلي (Q122038903)         |      | 27 فبراير 2025            | مندوب دولة فلسطين الدائم لدى منظمة التعاون الإسلامي | مندوب دائم            | [ 38 ]        |
| 12    | إيهاب الطري (Q133505672)       |      | 24 مارس 2025              | سفير دولة فلسطين لدى سريلانكا                       | سفير مفوض وفوق العادة | [ 39 ]        |
| 13    | عبد الناصر الأعرج (Q131863272) |      | 3 أبريل 2025              | سفير دولة فلسطين لدى بيرو                           | سفير مفوض وفوق العادة | [ 40 ]        |
| 14    | حسان البلعاوي (Q133846036)     |      | 9 أبريل 2025              | سفير دولة فلسطين لدى مالي                           | سفير مفوض وفوق العادة | [ 41 ]        |
| 15    | أحمد ميتاني (Q133935692)       |      | 19 أبريل 2025             | سفير دولة فلسطين لدى أذربيجان                       | سفير مفوض وفوق العادة | [ 42 ]        |
| 16    | فؤاد كوكالي                    |      | 13 مايو 2025              | سفير دولة فلسطين لدى جمهورية التشيك                 | سفير مفوض وفوق العادة |               |
| 17    | منى أبو عمارة (Q114568789)     |      | 2025                      | سفير دولة فلسطين لدى إيطاليا                        | سفير مفوض وفوق العادة |               |
| 18    | نزار عبد الله يوسف الأخرس      |      | 2025                      | سفير دولة فلسطين لدى السودان                        | سفير مفوض وفوق العادة |               |
| 19    | محمد قاسم أسعد الأسعد          |      | 2025                      | سفير دولة فلسطين لدى لبنان                          | سفير مفوض وفوق العادة |               |
| 20    | عارف صالح (Q133853587)         |      | 21 يوليو 2025             | سفير دولة فلسطين لدى البحرين                        | سفير مفوض وفوق العادة | [ 43 ]        |
| 21    | سامي مهنا (Q134615573)         |      | 4 يوليو 2025              | سفير دولة فلسطين لدى ألبانيا                        | سفير مفوض وفوق العادة | [ 44 ]        |

#### سفراء لدى فلسطين
| الرقم | رئيس البعثة الدبلوماسية                       | صورة | تاريخ الاعتماد الدبلوماسي | مكان الاعتماد الدبلوماسي                 | بلد البعثة      | مستوى التمثيل   | مُستلم أوراق الاعتماد | مرجع          |
| ----- | --------------------------------------------- | ---- | ------------------------- | ---------------------------------------- | --------------- | --------------- | -------------------- | ------------- |
| 1     | هيلين ونترتون                                 |      | 12 يناير 2025             | مقر وزارة الخارجية والمغتربين الفلسطينية | المملكة المتحدة | قنصل عام        | فارسين شاهين         | [ 45 ]        |
| 2     | خليفة بن عبدالله بن حمد آل خليفة (Q132462621) |      | 13 فبراير 2025            | سفارة دولة فلسطين لدى الأردن             | البحرين         | سفير غير مقيم   | الرئيس محمود عباس    | [ 46 ] [ 47 ] |
| 3     | طلعت رحيمقولولي شالدانباي (Q132463635)        |      | 13 فبراير 2025            | سفارة دولة فلسطين لدى الأردن             | كازاخستان       | سفير غير مقيم   | الرئيس محمود عباس    | [ 48 ]        |
| 4     | غادييل فرانسيسكو آرسه مايرينا                 |      | 6 مارس 2025               | مقر وزارة الخارجية والمغتربين الفلسطينية | نيكاراغوا       | رئيس مكتب تمثيل | فارسين شاهين         | [ 49 ]        |
| 5     | يونغ كول كوه                                  |      | 10 أبريل 2025             | مقر وزارة الخارجية والمغتربين الفلسطينية | كوريا الجنوبية  | رئيس مكتب تمثيل | فارسين شاهين         | [ 50 ]        |
| 6     | مارسيلو كيروز سواريس                          |      | 5 مايو 2025               | مقر الرئاسة الفلسطينية                   | البرازيل        | رئيس مكتب تمثيل | الرئيس محمود عباس    | [ 51 ]        |
| 7     | ماهيما سيكاند (Q134492358)                    |      | 11 مايو 2025              | مقر وزارة الخارجية والمغتربين الفلسطينية | الهند           | رئيس مكتب تمثيل | فارسين شاهين         | [ 52 ]        |
| 8     | بيثاني راندل                                  |      | 15 مايو 2025              | مقر وزارة الخارجية والمغتربين الفلسطينية | أستراليا        | رئيس مكتب تمثيل | فارسين شاهين         | [ 53 ]        |
| 9     | أنكه شليم                                     |      | 14 أغسطس 2025             | مقر وزارة الخارجية والمغتربين الفلسطينية | ألمانيا         | رئيس مكتب تمثيل | فارسين شاهين         | [ 54 ]        |
| 10    | ماريوس ستافرو                                 |      | 19 أغسطس 2025             | مقر وزارة الخارجية والمغتربين الفلسطينية | قبرص            | رئيس مكتب تمثيل | فارسين شاهين         | [ 55 ]        |

## أحداث

### يناير
- 1 يناير: قررت السلطة الفلسطينية وقف بث وتجميد كافة أعمال قناة الجزيرة في الأراضي الفلسطينية.[56]
- 11 يناير: قرر وزير الصحة العراقي صالح الحسناوي البدء بمعاملة اللاجئ الفلسطيني في العراق نفس معاملة المواطن العراقي في دفع الأجور في المؤسسات الصحية.[57]
- 19 يناير: بدأ سريان اتفاق وقف إطلاق النار بين المقاومة الفلسطينية وإسرائيل في قطاع غزة.
- 21 يناير: أُعلن عن تأسيس مجلس الأعمال السعودي الفلسطيني خلال اجتماع بين السفير الفلسطيني في الرياض مازن غنيم ورئيس اتحاد الغرف السعودية حسن بن معجب الحويزي.[58]
- 22 يناير: قرر مجلس النواب التشيلي اعتبار اليوم السابع من يناير من كل عام يومًا للصداقة التشيلية الفلسطينية كونه يُصادف يوم ذكرى اعتراف تشيلي بدولة فلسطين عام 2011، وتأكيدًا على العلاقات التاريخية بين البلدين.[59]
- 29 يناير: ذكر خالد بن بدر آل سعود سفير السعودية لدى بريطانيا: «إن المملكة العربية السعودية لن تطبّع مع إسرائيل دون حل للقضية الفلسطينية، وأن الحل هو إقامة دولة فلسطينية.»[60]

### فبراير
- 11 فبراير: اقتحمت شرطة الاحتلال الإسرائيلي المكتبة العلمية في القدس، واعتقلت مديريها أحمد ومحمود منى وأصدرت أمرًا بإغلاقها واتهمتها ببيع كتب تحريضية. استنكرت وزارة الثقافة الفلسطينية ذلك،[61] فيما اعتبرت المكتبة الوطنية الفلسطينية الأمر: «جزءًا من سياسة ممنهجة تهدف إلى تدمير البنية الثقافية والتعليمية الفلسطينية في القدس، وفرض الرقابة القسرية على الإنتاج الفكري الفلسطيني، من خلال تجريم امتلاك كتب تعبر عن الهوية الوطنية الفلسطينية، حتى لو كانت كتب أطفال أو مراجع تاريخية.»[62] أدانت القنصلية الفرنسية العامة في القدس الأمر، وقالت:«"هذه الهجمات على مكتبة ومؤسسة ثقافية مرموقة في القدس تشكل انتهاكا صارخا لحرية التعبير والقيم الديمقراطية الأساسية."»[61]
- 18 فبراير: دانت وزارة الخارجية والمغتربين الفلسطينية قرار رئيس وزراء حكومة فيجي سيتيفيني رابوكا نقل مقر سفارة بلاده لدى إسرائيل من تل أبيب إلى القدس.[63]
- 21 فبراير: حيث اليوم السادس والعشرون للاجتياح الإسرائيلي الكبير لمدينة طولكرم ومُخيميها،[64] أجرى رئيس الوزراء الإسرائيلي بنيامين نتنياهو ووزير الدفاع الإسرائيلي يسرائيل كاتس زيارتين منفصلتين في ذات اليوم لمدينة طولكرم تفقدا خلالها العملية العسكرية الإسرائيلية المتواصلة بالمدينة، حيث دخلا إلى المدينة من معبر خضوري (معبر سناعوز) وزارا ثكنة الجيش الإسرائيلي المقامة في أحد المنازل الفلسطينية بجوار "إشارة مفرق الدعمة" بالمدينة، وألقى نتنياهو كلمة له من هناك هدد خلالها "بمزيدٍ من العمليات العسكرية الإسرائيلية".[65] قوبلت زيارة نتنياهو لطولكرم بإدانةٍ فلسطينيةٍ شديدةٍ ودولية ووُصفت "بالاقتحام"، إذ أدانت وزارة الخارجية الفلسطينية الزيارة ووصفتها بأنها «اقتحام استفزازي»،[66] في حين استنكرت حركة حماس "الاقتحام" ووصفته بأنه «خطوة استعراضية تعكس الإفلاس السياسي والعسكري»،[67] وأدانت منظمة التعاون الإسلامي "الاقتحام"،[68][69] كما حذر المجلس الوطني الفلسطيني من "خطورة هذا الاقتحام".[70][71]

### مارس
- 13 مارس: اقتحم مستوطنون إسرائيليون مقام النبي يعقوب في مدينة طولكرم بحمايةٍ أمنيةٍ وعسكريةٍ مُشددة من الجيش الإسرائيلي،[72][73][74] وفي ذات اليوم تفقد وزير السياحة والآثار الفلسطيني المقام برفقة رئيس بلدية طولكرم وذلك ردًا على الاقتحام الإسرائيلي.[75][76]
- 18 مارس: استأنفت إسرائيل حرب الإبادة التي تشنها ضد قطاع غزة منذ أكتوبر 2023، وذلك بعد فترة وقف إطلاق نار امتدت قرابة الشهرين.[77]
- 21 مارس: فجرت القوات الإسرائيلية مستشفى الصداقة التركي الفلسطيني جنوب مدينة غزة.[78]
- 31 مارس: أصدر الرئيس عباس قرارًا بقانون بشأن المصادقة على الموازنة المالية الفلسطينية العامة لسنة 2025.[79]

### أبريل
- 2 أبريل:
  - أصدر الرئيس عباس قرارًا بقانون بإحالة الضباط ممن هم برتبة عميد ووُلدوا قبل 1 مايو 1970 إلى التقاعد اعتبارًا من 1 أبريل 2025، يهدف القرار إلى إعادة هيكلة القوى البشرية في قوى الأمن الفلسطيني.[80]
  - رفضت وأدانت الرئاسة الفلسطينية ما أعلنه رئيس وزراء إسرائيل إقامة محور جديد يُدعى "موراج" يفصل بين مدينة خان يونس ومدينة رفح، واعتبرته مؤشر حقيقي على النوايا الإسرائيلية لاستدامة احتلالها لقطاع غزة وتقسيمه.[81]
- 3 أبريل:
  - قصف الطائرات الإسرائيلية مدرسة دار الأرقم في غزة؛ مما أدى إلى مجزرة بحق المدنيين الفلسطينيين.[82]
  - اعتبرت وزارة الخارجية الفلسطينية استقبال المجر لرئيس الوزراء الإسرائيلي الصادر بحقه مذكرة اعتقال من المحكمة الجنائية الدولية استخافًا بالقانون الدولي والعادلة الدولية، وطالبت الحكومة المجرية التراجع عن سياساتها والالتزام بالقانون الدولي وما صدر عن الجنائية الدولية بالقبض على نتنياهو.[83]
- 10 أبريل: أعلن الرئيس الفرنسي إيمانويل ماكرون أنه قد يمضى إلى الاعتراف بدولة فلسطين بحلول يونيو 2025 بالتزامن مع مؤتمر دولي تنظمه بلاده بالاشتراك مع المملكة العربية السعودية.[84]
- 11 أبريل:
  - قامت إسرائيل بالهدم الكامل لأحد المباني التاريخية لمحطة قطار طولكرم العثمانية في مدينة طولكرم، لغايات توسيع منشئات مستوطنة نيتساني شالوم الصناعية (جيشوري) المقامة على أراضي المدينة.[85][86]
- 24 أبريل:
  - قرر المجلس المركزي الفلسطيني في منظمة التحرير الفلسطينية الموافقة على استحداث منصب نائب رئيس اللجنة التنفيذية لمنظمة التحرير الفلسطينية رئيس دولة فلسطين، لأول مرة منذ تأسيس منظمة التحرير الفلسطينية عام 1964، على أن يكون نائب الرئيس من بين أعضاء اللجنة التنفيذية وبترشيحٍ من رئيس اللجنة ومصادقة أعضائها.[87]

### يونيو
- 19 يونيو: رسالة وجهها وزراء خارجية 9 دول أوروبية إلى مسؤولة السياسة الخارجية في الاتحاد الأوروبي حول تقديم مقترحات لوقف التجارة مع المستوطنات في الأراضي الفلسطينية المحتلة.[88]

### يوليو
- 10 يوليو: 40 نائبًا من حزب العمال البريطاني يوجهون رسالة إلى وزير الخارجية البريطاني ديفيد لامي، طالبوا فيها بالاعتراف الفوري بدولة فلسطين.[89]
- 24 يوليو: أعلن الرئيس الفرنسي إيمانويل ماكرون أن بلاده ستعترف بالدولة الفلسطينية في سبتمبر في مؤتمر الجمعية العامة للأمم المتحدة.[90]
- 31 يوليو: أعلنت وزارة الخارجية الأمريكية عن فرضها عقوبات على أعضاء في منظمة التحرير الفلسطينية ومسؤولين في السلطة الفلسطينية لعدم امتثالهم لالتزامات يموجب قوانين مُقرة سابقًا عامي 1989 و2002. شملت العقوبات منع منح تأشيرات دخول المسؤولين الفلسطينيين إلى الولايات المتحدة.[91]

### أغسطس
- 5 أغسطس: قامت قوات الاحتلال الإسرائيلي بهدم مدرسة قيد الإنشاء في قرية العقبة شرق طوباس وهي بتمويل من الوكالة الفرنسية للتنمية من خلال الاتحاد الأوروبي. تبلغ القيمة الإجمالية اإلى 600 ألف يورو، على مساحة قرابة 700 متر. توقفت أعمال البناء في المدرسة منذ يونيو 2024 بأمر من إسرائيل.[92]

## وفيات
| الرقم | الاسم                                    | صورة | تاريخ الوفاة   | العمر عند الوفاة | مكان الوفاة                       | سبب الوفاة                    | ملاحظات | مرجع          |
| ----- | ---------------------------------------- | ---- | -------------- | ---------------- | --------------------------------- | ----------------------------- | --- | ------------- |
| 1     | عبد الرحمن عوض الله (Q131826714)         |      | 8 يناير 2025   | 95               | رام الله                          | أسباب طبيعية                  | سياسي فلسطيني وأحد مؤسسي حزب الشعب                                                                                      | [ 93 ]        |
| 2     | "محمد مهدي" فؤاد عبد الهادي              |      | 15 يناير 2025  | 80               | القدس                             | أسباب طبيعية                  | كاتب وحقوقي وسياسي ومؤرخ فلسطيني                                                                                        | [ 94 ]        |
| 3     | وليد الشكعة (Q104005740)                 |      | 19 يناير 2025  | 53               | نابلس                             | نوبة قلبية                    | دبلوماسي فلسطيني | [ 95 ]        |
| 4     | باسل عبد الرحمن حسن ناصر                 |      | 20 يناير 2025  | 58               | عمّان                              | مضاعفات ناتجة عن عملية جراحية | وزير دولة لشؤون الإغاثة في حكومة محمد مصطفى                                                                             | [ 96 ]        |
| 5     | عبد الرحمن سميح عبد الرحمن الحاج إبراهيم |      | 31 يناير 2025  | 66               | المستشفى الاستشاري العربي         | أسباب طبيعية                  | أستاذ جامعي ومؤرخ فلسطيني                                                                                               | [ 97 ] [ 98 ] |
| 6     | أحمد موسى خليل حرب                       |      | 7 فبراير 2025  | 73               |                                   | أسباب طبيعية                  | روائي وناقد فلسطيني | [ 99 ]        |
| 7     | عبد الله محمد إبراهيم عبد الله           |      | 14 فبراير 2025 | 86               | كندا                              | أسباب طبيعية                  | دبلوماسي وسياسي فلسطيني                                                                                                 | [ 100 ]       |
| 8     | فتحي سروجي (Q122926282)                  |      | 24 فبراير 2025 | 72               | طولكرم                            | مضاعفات ناتجة عن جلطةٍ دماغية  | فتحي سعد حسين سروجي، وهو خبير اقتصادي فلسطيني وأستاذ الاقتصاد في جامعة بيرزيت، من مواليد مدينة طولكرم في 18 أبريل 1953. | [ 101 ]       |
| 9     | نبيل الجعبري (Q132801772)                |      | 26 فبراير 2025 |                  | لندن                              |                               | سياسي فلسطيني | [ 102 ]       |
| 10    | أمين أحمد محمد أبو حصيرة                 |      | 23 مارس 2025   | 75               | باريس                             | مرض عضال                      | دبلوماسي فلسطيني سابق                                                                                                   | [ 103 ]       |
| 11    | محمد حلمي عبد الفتاح حوراني              |      | 25 مارس 2025   | 67               | مستشفى الاستشاري العربي، رام الله | مرض عضال                      | دبلوماسي وسياسي فلسطيني                                                                                                 | [ 104 ]       |
| 12    | محمد صدقي بن أحمد بن محمد آل بُورْنُو       |      | 26 مارس 2025   | 96               | غازي عنتاب، تركيا                 | مرض عضال                      | فقيه مسلم وعالم في أصول الفقه، ومجاهد فلسطيني                                                                           | [ 105 ]       |
| 13    | سلوى إبراهيم سليم الحوت                  |      | 10 أبريل 2025  | 86               | عمّان                              | مرض عضال                      | سياسية فلسطينية | [ 106 ]       |
| 14    | سميح إسماعيل عبد الفتاح حسن سباتين       |      | 11 أبريل 2025  | 77               |                                   | مرض عضال                      | سياسي ودبلوماسي ومؤلف فلسطيني                                                                                           | [ 107 ]       |
| 15    | نديم عارف عبد البراهمة (Q134309115)      |      | 2 مايو 2025    | 69               | رام الله                          | مرض عضال                      | سياسي فلسطيني ورئيس سابق لسلطة الأراضي الفلسطينية بدرجة وزير                                                            | [ 108 ]       |
| 16    | زكريا إبراهيم سليم الآغا                 |      | 12 مايو 2025   | 83               | القاهرة                           | مرض عضال                      | طبيب باطنة وسياسي فلسطيني                                                                                               |               |
| 17    | علي القزق                                |      | 17 مايو 2025   | 78               | بانكوك، تايلاند                   | مرض عضال                      | دبلوماسي وكاتب فلسطيني                                                                                                  | [ 109 ]       |
| 18    | وليد محمود محمد عسَّاف                     |      | 25 مايو 2025   | 64               | رام الله                          | نوبة قلبية                    | سياسي وبرلماني ووزير فلسطيني سابق                                                                                       | [ 110 ]       |
| 19    | هاجر حرب                                 |      | 26 مايو 2025   | 39               | لندن                              | السرطان                       | إعلامية فلسطينية | [ 111 ]       |
| 20    | قيس المخزومي                             |      | 16 يونيو 2025  |                  |                                   |                               | قائد جهاز الارتباط العسكري الفلسطيني الأسبق                                                                             |               |
| 21    | قاسم صالح رضوان                          |      | 19 يونيو 2025  |                  | القاهرة                           |                               | القنصل الفلسطيني العام في دبي الأسبق                                                                                    | [ 112 ]       |
| 22    | سمير عبد الله ديب علي                    |      | 1 يوليو 2025   | 74               | رام الله                          | مرض عضال                      | اقتصادي ووزير فلسطيني سابق                                                                                              | [ 113 ]       |
| 23    | عادل الترتير                             |      | 10 يوليو 2025  | 73               | رام الله                          | مرض عضال                      | فنان مسرحي فلسطيني | [ 114 ]       |
| 24    | بيان نويهض الحوت                         |      | 12 يوليو 2025  | 88               | بيروت                             | مرض عضال                      | أستاذة جامعية فلسطينية لبنانية                                                                                          | [ 115 ]       |
| 25    | عودة الهذالين (Q135811261)               |      | 31 يوليو 2025  |                  | مسافر يطا                         | إصابة بعيار ناري              | مُعلم وثائر فلسطيني ضد الاستيطان الإسرائيلي                                                                              |               |

### أبزر الوفيات نتيجة حرب الإبادة في قطاع غزة
| الرقم | الاسم                               | صورة | تاريخ الوفاة  | العمر عند الوفاة | مكان الوفاة                | سبب الوفاة                                     | ملاحظات                                                      | مرجع    |
| ----- | ----------------------------------- | ---- | ------------- | ---------------- | -------------------------- | ---------------------------------------------- | ------------------------------------------------------------ | ------- |
| 1     | عصام ديب عبد الله الدعاليس          |      | 18 مارس 2025  | 58               | قطاع غزة                   | ضربة جوية إسرائيلية                            | رئيس لجنة متابعة العمل الحكومي في قطاع غزة                   | [ 116 ] |
| 2     | صلاح البردويل                       |      | 23 مارس 2025  | 65               | مواصي خان يونس             | ضربة جوية إسرائيلية                            | سياسي فلسطيني وعضو المكتب السياسي لحركة حماس                 | [ 117 ] |
| 3     | إسماعيل برهوم                       |      | 23 مارس 2025  |                  | مجمع ناصر الطبي، خان يونس  | ضربة جوية إسرائيلية                            | سياسي فلسطيني وعضو المكتب السياسي لحركة حماس                 | [ 118 ] |
| 4     | حسام شبات                           |      | 24 مارس 2025  | 23               | شرق جباليا                 | ضربة جوية إسرائيلية                            | صحفي فلسطيني                                                 | [ 119 ] |
| 5     | سميح إسماعيل عبد الفتاح حسن سباتين  |      | 11 أبريل 2025 | 77               |                            | مرض عضال                                       | سياسي ودبلوماسي ومؤلف فلسطيني                                | [ 107 ] |
| 6     | نديم عارف عبد البراهمة (Q134309115) |      | 2 مايو 2025   | 69               | رام الله                   | مرض عضال                                       | سياسي فلسطيني ورئيس سابق لسلطة الأراضي الفلسطينية بدرجة وزير | [ 108 ] |
| 7     | موسى محمود حامد الزعبوط             |      | 7 مايو 2025   | 76               | قطاع غزة                   | مضاعفات ناتجة عن دمار القطاع الصحي وضعف قدراته | عضو في المجلس التشريعي الفلسطيني 1996-2006                   |         |
| 8     | حسن اصليح                           |      | 13 مايو 2025  | 37               | مجمع ناصر الطبي، خان يونس  | ضربة جوية إسرائيلية                            | صحفي فلسطيني                                                 | [ 120 ] |
| 9     | مروان السلطان                       |      | 2 يوليو 2025  |                  | غزة                        | ضربة جوية إسرائيلية                            | طبيب قلب ومُدير مستشفى الإندونيسي                             |         |
| 10    | "محمد فرج" محمود حسين الغول         |      | 15 يوليو 2025 | 68               | غزة                        | ضربة جوية إسرائيلية                            | سياسي وبرلماني فلسطيني                                       | [ 121 ] |
| 11    | محمد رستم الكاشف (Q135635743)       |      | 1 أغسطس 2025  | 70               | غزة                        | نوبة قلبية                                     | مدير المجلس الطبي الفلسطيني في غزة                           |         |
| 12    | يوسف أبو دية                        |      | أغسطس 2025    |                  | غزة                        |                                                | رئيس جامعة غزة                                               | [ 122 ] |
| 13    | سليمان أحمد زايد العبيد             |      | 6 أغسطس 2025  | 41               | قطاع غزة                   | إصابة بعيار ناري                               | لاعب سابق في المنتخب الفلسطيني لكرة القدم                    | [ 123 ] |
| 14    | أنس جمال محمود الشريف               |      | 10 أغسطس 2025 | 28               | قُرب مجمع الشفاء الطبي، غزة | ضربة جوية إسرائيلية                            | مراسل صحفي فلسطيني                                           | [ 124 ] |
| 15    | محمد محمد قاسم قريقع                |      | 10 أغسطس 2025 | 33               | قُرب مجمع الشفاء الطبي، غزة | ضربة جوية إسرائيلية                            | مراسل صحفي فلسطيني                                           | [ 124 ] |
| 16    | محمد نوفل                           |      | 10 أغسطس 2025 |                  | قُرب مجمع الشفاء الطبي، غزة | ضربة جوية إسرائيلية                            | مصور صحفي فلسطيني                                            | [ 124 ] |
| 17    | إبراهيم ظاهر                        |      | 10 أغسطس 2025 |                  | قُرب مجمع الشفاء الطبي، غزة | ضربة جوية إسرائيلية                            | مصور صحفي فلسطيني                                            | [ 124 ] |

## أوسمة
هذه قائمة الأوسمة التي منحها الرئيس الفلسطيني محمود عباس خلال عام 2025
| الرقم | الاسم                           | صورة | الوسام                                                         | تاريخ تقليد الوسام | الدور                                                        | السبب | مرجع    |
| ----- | ------------------------------- | ---- | -------------------------------------------------------------- | ------------------ | ------------------------------------------------------------ | --- | ------- |
| 1     | نايف بن بندر السديري            |      | وسام القدس من درجة «نجمة القدس»                                | 19 يناير 2025      | ممثل السعودية لدى دولة فلسطين والقنصل السعودي العام في القدس | «تقديرا لدوره المتميز في تعزيز علاقات الاخوة الفلسطينية- السعودية، وتثمينا لجهوده في دعم الشعب الفلسطيني، ونصرة قضيته العادلة من أجل نيل حريته واستقلاله.»                                             | [ 125 ] |
| 2     | أحمد الهنداوي                   |      | وسام الرئيس محمود عباس من درجة «الإنجاز»                       | 23 يناير 2025      | الأمين العام للمنظمة العالمية للحركة الكشفية (2017-2024)     | «تقديرا لمسيرته الرائدة وقيادته للحركة الكشفية العالمية، وجهوده المتميزة في تعزيز برامج الشباب التابعة للأمم المتحدة، وتثمينا لدوره في تعزيز علاقات الأخوة الأردنية- الفلسطينية.»                      | [ 126 ] |
| 3     | عبد الإله خليل عبد الرحمن أتيرة |      | وسام الرئيس ياسر عرفات من درجة «نجمة يبوس»                     | 21 فبراير 2025     | سياسي فلسطيني وعضو المجلس الثوري لحركة فتح                   | «تقديراً لسيرته ومسيرته النضالية الحافلة بالعطاء، والتزامه الوطني خلال جميع مهامه التي كلف بها، في إطار العمل الوطني، وتثميناً لجهوده في خدمة أبناء شعبه الفلسطيني على طريق الحرية والسيادة والاستقلال.» | [ 127 ] |
| 4     | أوري يوسف حاييم ديفيس           |      | وسام الرئيس ياسر عرفات من درجة «نجمة يبوس»                     | 21 فبراير 2025     | سياسي فلسطيني وعضو المجلس الثوري لحركة فتح                   | «تقديرا لمسيرته النضالية والتزامه الوطني، وتثمينا لجهوده في خدمة أبناء شعبنا الفلسطيني، على طريق الحرية والسيادة والاستقلال.»                                                                          | [ 128 ] |
| 5     | ميلتون حاطوم                    |      | وسام الثقافة والعلوم والفنون الفلسطيني                         | أبريل 2025         | روائي وأكاديمي لبناني – برازيلي                              | «تقديرا لمساهماته الإبداعية والروائية ودوره الأكاديمي البارز وترجماته الوازنة، ولدوره في دعم القضية الفلسطينية وثقافتها الأصيلة.»                                                                      | [ 129 ] |
| 6     | بيرسا كوموتسي (Q134479075)      |      | وسام الثقافة والعلوم والفنون الفلسطيني                         | 14 مايو 2025       | أديبة ومترجمة يونانية                                        | ترجمة الأدب الفلسطيني والعربي إلى اليونانية | [ 130 ] |
| 7     | محمد حسين عبد الرحيم            |      | وسام الثقافة والعلوم والفنون الفلسطيني من درجة «مستوى الإبداع» | 18 مايو 2025       | فنان فلسطيني لاجئ في العراق                                  | «تقديرا لعطائه الفني وانجازاته الثقافية الواسعة، وتثمينا لدوره في تعزيز علاقات الأخوة الفلسطينية العراقية.»                                                                                            | [ 131 ] |
| 8     | بيرتاس فينيسكايتيس              |      | وسام الرئيس محمود عباس من درجة «نجمة الصداقة»                  | 5 يونيو 2025       | ممثل ليتوانيا لدى فلسطين (2020 –2024)                        | «تقديرا للجهود التي بذلها السفير فينيسكايتيس، في تعزيز علاقات التعاون بين جمهورية ليتوانيا ودولة فلسطين، وتثمينا لدوره البارز في دعم شعبنا الفلسطيني، ونُصرة قضيته العادلة لنيل حريته واستقلاله.»       | [ 132 ] |
| 9     | المكاوي بنعيسى                  |      | وسام دولة فلسطين من درجة «نجمة الاستحقاق»                      | 22 يونيو 2025      | الأمين العام لاتحاد المحامين العرب                           | «تقديرا لدوره المتميز في إسناد حقوق الشعب الفلسطيني وقضيته العادلة، وتثمينا لجهوده في حشد التضامن القومي مع شعب فلسطين لنيل حريته واستقلاله.»                                                          | [ 133 ] |
| 10    | فريدريكو ناسيمنتو               |      | وسام الرئيس محمود عباس من درجة «نجمة الصداقة»                  | 23 يونيو 2025      | ممثل البرتغال لدى فلسطين (2023–2025)                         | «تقديراً لدوره المتميز في تعزيز علاقات الصداقة والتعاون بين دولة فلسطين والبرتغال، وتثميناً لجهوده في دعم الشعب الفلسطيني ونصرة قضيته العادلة لنيل حريته واستقلاله.»                                     | [ 134 ] |
| 11    | ديميتريس أسوس                   |      | وسام الرئيس محمود عباس من درجة «نجمة الصداقة»                  | 23 يونيو 2025      | ممثل قبرص لدى فلسطين (2021–2025)                             | «تقديراً لدوره المتميز في تعزيز علاقات الصداقة والتعاون بين دولة فلسطين وقبرص، وتثميناً لجهوده في دعم الشعب الفلسطيني ونصرة قضيته العادلة لنيل حريته واستقلاله.»                                         | [ 135 ] |
| 12    | ويلفريد فيفر                    |      | وسام الرئيس محمود عباس من درجة «نجمة الصداقة»                  | 23 يونيو 2025      | القنصل البلجيكي العام في القدس                               | «تقديراً لدوره المتميز في تعزيز علاقات الصداقة والتعاون بين دولة فلسطين وبلجيكا، وتثميناً لجهوده في دعم الشعب الفلسطيني ونصرة قضيته العادلة لنيل حريته واستقلاله.»                                       | [ 136 ] |
| 13    | غوستافو بيريرا                  |      | وسام الثقافة والعلوم والفنون الفلسطيني                         | 20 يوليو 2025      | شاعر فنزويلي                                                 | «تقديرًا لدعمه القضية الفلسطينية.» | [ 137 ] |
| 14    | آنّا-كايسا هيكّينين               |      | وسام الرئيس محمود عباس من درجة «نجمة الصداقة»                  | 1 أغسطس 2025       | ممثل فنلندا لدى فلسطين (2017–2020)                           | «تقديرًا للجهود التي بذلتها السفيرة هيكّينين في تعزيز علاقات التعاون بين جمهورية فنلندا ودولة فلسطين، وتثمينًا لدورها البارز في دعم الشعب الفلسطيني ونُصرة قضيته العادلة من أجل الحرية والاستقلال.»        | [ 138 ] |
| 15    | فرانكلين اكوالينا               |      | وسام الرئيس محمود عباس من درجة «نجمة الصداقة»                  | 5 أغسطس 2025       | ممثل مالطا لدى فلسطين (2020–2025)                            | «تقديرا لدوره المتميز في تعزيز علاقات الصداقة والتعاون بين دولة فلسطين ودولة مالطا، وتثمينا لجهوده في دعم الشعب الفلسطيني ونصرة قضيته العادلة لنيل حريته واستقلاله.»                                   | [ 139 ] |
| 16    | يوليوس ليليستروم                |      | وسام الرئيس محمود عباس من درجة «نجمة الصداقة»                  | 5 أغسطس 2025       | القنصل السويدية العام في القدس (2021–2025)                   | «تقديرا لدوره المتميز في تعزيز علاقات الصداقة والتعاون بين دولة فلسطين ودولة مالطا، وتثمينا لجهوده في دعم الشعب الفلسطيني ونصرة قضيته العادلة لنيل حريته واستقلاله.»                                   | [ 140 ] |